# توني بيرتوريلي
توني بيرتوريلي (بالإيطالية: Toni Bertorelli)‏ هو ممثل إيطالي، ولد في 18 مارس 1948 في إيطاليا، وتوفي في 26 مايو 2017 بروما في إيطاليا بسبب سرطان البنكرياس.

## أعمال

### أفلام
- (1992) وفاة عالم رياضيات نابولي
- (2004) آلام المسيح[4][5][6]

### مسلسلات
- البابا اليافع

## وصلات خارجية
- توني بيرتوريلي على موقع IMDb (الإنجليزية)
- توني بيرتوريلي على موقع ألو سيني (الفرنسية)
- توني بيرتوريلي على موقع أول موفي (الإنجليزية)
- توني بيرتوريلي على موقع قاعدة بيانات الأفلام السويدية (السويدية)
- توني بيرتوريلي على موقع قاعدة بيانات الفيلم (الإنجليزية)
- توني بيرتوريلي على موقع كينوبويسك (الروسية)